# Max Heilmann
Max Heilmann (* 7. April 1869 in Schmiedeberg im Riesengebirge; † 27. Januar 1956 in Scharnebeck) war ein deutscher Grafiker und Maler.

## Leben
Max Hermann Ludwig Heilmann, Sohn eines Kapellmeisters und späteren Gastwirts, besuchte das Realgymnasium in Breslau und studierte ab 1885 an der Breslauer Kunst- und Gewerbeschule sowie an der Weimarer Kunstakademie. Zehn Jahre später legte er die Prüfung als akademischer Zeichenlehrer ab. Ein Jahr später wurde er Lehrer für Zeichnen, Musik und Sport am Friedrichsgymnasium in Frankfurt (Oder) und heiratete seine Jugendliebe Marta Augstein.
Heilmann gründete Malzirkel für begabte Schüler, hielt Fachvorträge im Kunstverein und schuf Werke, die in Kunsthandlungen und auf Ausstellungen zu sehen waren. Er stellte in der  Großen Berliner Kunstausstellung, im Münchner Glaspalast, in der Großen Kunstausstellung Düsseldorf (1909), der Großen Kunstausstellung Hannover (1912) und in Dresden aus.
Max Heilmann war Freimaurer und seit 1906 Mitglied der Frankfurter Johannisloge „Zum aufrichtigen Herzen“. Um 1929 malte er die Innenwände des Logengebäudes aus. 1945 flüchtete der 76-Jährige nach Adendorf bei Lüneburg, wo er Aufnahme bei Freunden fand. Nach Frankfurt (Oder) kehrte er nie mehr zurück.
Heilmann wirkte als Landschaftsmaler und Radierer. Werke von ihm befinden sich unter anderem in den Kunstsammlungen der Veste Coburg (Kupferstichkabinett) und des Ostpreußischen Landesmuseums (Gemälde Tal des Schweigens, Öl auf Leinwand, 1928, 2002 Teil der dortigen Ausstellung „Wunderland Nehrung“). Anlässlich seines 150. Geburtstages fand 2019 im Museum Viadrina eine Einzelausstellung statt, bei der 30 seiner Werke – überwiegend mit Motiven der Stadt Frankfurt (Oder) – und Teile seines Nachlasses gezeigt wurden.

## Schriften
- Kunstleben und Zeichenunterricht. Berlin 1901 (Digitalisat)